# I Szunggi
I Szunggi  (hangul: 이승기, handzsa: 李昇基, RR: Lee Seung-gi; Szöul, 1987. január 13.–) dél-koreai énekes, színész, műsorvezető. Hazájában a legismertebb előadók egyike.

## Pályafutása

### Zenei pályafutása
I Szunggi (Lee Seung-gi) két év felkészülés után 2004-ben debütált Because You're My Woman (내 여자라니까) című dalával, amely meghozta számára a sikert. A dal hetekig vezette a toplistákat, az énekes pedig több díjat is kapott mint a legjobb új énekes.
A következő években változó időközönként követték egymást az albumok és a kislemezek, valamint két, feldolgozásokat tartalmazó CD-t is készített. 2012-ben a legjobbakat tartalmazó The Best válogatáslemez jelent meg. A legjobb és legnépszerűbb számaiért, valamint tehetségéért különböző zenei díjakban részesült.
2010-ben a koreai műkorcsolyázó Kim Joná (Kim Yuná)val énekelt duettet, a Smile Boy című dalt dolgozták fel újra. Ez volt a 2010-es labdarúgó-világbajnokság hivatalos reklámjának dala Dél-Koreában.
2012 tavaszán Japánban debütált a Time for love című dal japán nyelvű változatával, és még az évben megrendezték az első fellépését is a szigetországban.
2017 februárjában - katonai szolgálat alatt - újabb válogatásalbuma jelent meg USB-n The History of Lee Seung Gi címmel.
Dalai közül több is hetekig listavezető volt, például a Because You're My Woman (내 여자라니까), Words that are hard to say (하기 힘든 말), Please (제발), White lie (착한 거짓말), I'll give you all (다 줄꺼야), Let's break up (우리 헤어지자), Aren't we friends (친구잖아), Return (되돌리다), And Goodbye (그리고 안녕).

## Színészi pályafutása
I Szunggi (Lee Seung-gi) 2005 óta színészként is tevékenykedik. Először csak vendégszereplő volt a Nonstop 5 című szitkomban, majd szerepet kapott a The Infamous Chil Sister című drámában, de az igazi elismerést a Brilliant Legacy című sorozat hozta meg számára, amelyben Han Hjodzsu (Han Hyo-ju) és Mun Cshevon (Moon Chae-won) voltak a partnerei. Alakítását több díjjal is jutalmazták. A következő évben szintén főszereplőként játszott a My Girlfriend is a Nine-Tailed Fox című sorozatban Sin Miná (Shin Min-á)val. A filmben elhangzó dalok közül kettőt, a Losing my mind (정신이 나갔었나봐) és a From now on I love you (지금부터 사랑해) címűt énekelte fel. Ezt követően a The King 2 Hearts című sorozatban játszott, amelyben Ha Dzsivon (Ha Ji-won) volt a partnere, majd a magas nézettségű Gu Family Book című fantasy-sorozatban, amelynek Last word (마지막 그 한마디) című dalát ő énekelte. Ezt a You're all surrounded című sorozat követte.
2014-ben bejelentették, hogy megkapta a Today's Love/Love Forecast című mozifilm főszerepét, így 2015 januárjában filmszínészként is debütált.
2015 második felében forgatta le második moziját a Marital Harmony-t, aminek bemutatóját I Szunggi bevonulása miatt 2017-re halasztottak el.
Leszerelése után a Hwayugi c. drámában Sun Oh Gong szerepében tért vissza a tévéképernyőre, valamint a Master in the House valóságshow egyik állandó tagjaként. 
Jelenleg a Vagabond c. akciósorozatban lehet látni mint Cha Dal Gun.

## Diszkográfia

### Nagylemezek
- 1. The dream of a moth (나방의 꿈) / 2004
- 2. Crazy for you / 2006
- 3. Story of separation (이별 이야기) / 2007
- 3.5 Unfinished story (아직 못 다한 이야기) / 2007
- 4. Shadow / 2009
- 4.5 Shadow (Repackage) / 2010
- 5. Tonight / 2011
- 5.5 Forest (숲) / 2012
- 6. And... (그리고) / 2015
- 7. The project / 2020

### Feldolgozás albumok
- When a man loves a woman (남자가 여자를 사랑할 때) / 2006
- When a man loves a woman Vol. 2. (남자가 여자를 사랑할 때 Vol. 2.) / 2008

### Gyűjteményes albumok
- The best / 2012
- The history of Lee Seung Gi special album / 2017

### További albumok
- Love - The 1st concert / 2007 - live album
- Time for love (恋愛時代) / 2012 - japán album

### Kislemezek
- Confession (고해) / 2004
- Let's go on a vacation (여행을 떠나요) / 2008
- Will you marry me (결혼해 줄래) (feat. Bizniz) / 2009
- Like the beginning, just like then (처음처럼 그때처럼) (feat. Kang Min Kyung) / 2009
- Smile Boy (Rock ver.) (feat. Kim Yuna) / 2010
- Smile Boy 2010 / 2010
- Losing my mind (정신이 나갔었나봐) / 2010, OST
- From now on I love you (지금부터 사랑해) / 2010, OST
- Time for love (연애시대) (feat. Ra.D, narr. Han Hyo Joo) / 2011
- Last word (마지막 그 한마디) / 2013, OST
- I'm going to the army (나 군대 간다) / 2016
- Meet someone like me (그런 사람) / 2016
- The ordinary man (뻔한 남자) / 2020
- Slow starter / 2021
- Circle (Lee Seung Gi & Captain Planet) / 2022

## Filmográfia

### Sorozatok
- Nonstop 5 / 2004-2005, MBC - cameo
- The Infamous Chil Sisters / 2006, KBS2
- Brilliant Legacy (Shining Inheritance) / 2009, SBS
- My Girlfriend Is A Nine-tailed Fox / 2010, SBS
- The Greatest Love / 2011, MBC - cameo
- The King 2 Hearts / 2012, MBC
- Gu Family Book / 2013, MBC
- You're All Surrounded / 2014, SBS
- The Producers / 2015, KBS2 - cameo
- Hwayugi (A Korean Odyssey) / 2017-2018, tvN
- Vagabond / 2019, SBS, Netflix
- Mouse / 2021, tvN
- The Law Cafe (Love According To Law) / 2022, KBS2

### Filmek
- Love Forecast (Today's Love) (오늘의 연애) / 2015
- The Princess and the Matchmaker (Marital Harmony) / 2017

## Egyéb műsorok, reklámok
A Dél-Koreában nagyon kedvelt 2 Days & 1 Night (1 박 2 일) című varietéműsor első évadja I Szunggi (Lee Seung-gi)nak köszönhetően vált népszerűvé, az ő 2007-es csatlakozása után robbanásszerűen nőtt a műsor nézettsége, 2012-ig a csapat állandó tagja volt.[forrás?]
A Strong Heart című talk show házigazdája is volt 2009-2012 között, amiért a legjobb műsorvezetőnek járó elismerésben részesült egymást követő két évben (2010, 2011), valamint vendégként több más varietéműsorbanban (pl. Love Letter, Running Man, Sisters Over Flowers) is feltűnt.
Katonai szolgálata után egyből elvállata a Master in the House c. showbeli szereplést.
2019 nyarán a Little Forest c. műsorban 4-7 év közötti gyerekek felvigyázójaként vállalt szerepet.
2020-ban a Hometwon Flex c. variety egyik házigazdája.
I Szunggi (Lee Seung-gi) keresett reklámarc hazájában,[forrás?] többek között az alábbiakhoz adta nevét és arcát: banki szolgáltatás, ruházat, élelmiszer, elektronikus berendezés, valamint 2014 végén őt választották a magyar vonatkozású Omorovicza nevű kozmetikum koreai reklámarcának.[forrás?]

## Magánélete
I (Lee) a Tongguk (Dongguk) Egyetemen diplomázott.
A 2012. évi nyári olimpiai játékok idején fáklyavivő volt.
2013 és 2015 között a Girls’ Generation-ből ismert Im Yoon-ah volt a barátnője.

## Katonai szolgálata
Kötelező katonai szolgálatát 2016. február 1.-2017. október 31. között teljesítette a koreai sereg különleges erőinél. A szolgálat alatt nyújtott teljesítményéért kitüntetésben részesült.

## Fordítás
Ez a szócikk részben vagy egészben  a   Lee Seung-gi című angol Wikipédia-szócikk ezen változatának fordításán alapul.  Az eredeti cikk szerkesztőit annak laptörténete sorolja fel. Ez a jelzés csupán a megfogalmazás eredetét és a szerzői jogokat jelzi, nem szolgál a cikkben szereplő információk forrásmegjelöléseként.